# Понтус Дальберг
Понтус Якоб Рагне Дальберг (швед. Pontus Jacob Ragne Dahlberg, нар. 21 січня 1999, Але, Швеція) — шведський футболіст, воротар клубу «Гетеборг» і національної збірної Швеції.

## Ігрова кар'єра

### Клубна
Понтус Дальберг народився у містечку Ельвенген, що поблизу Гетеборга. Грати у футбол почав у рідному місті в однойменному клубі аматорського рівня. Згодом молодий воротар привернув увагу скаутів клубу «Гетеборг» і у 2014 році Дальберга запросили в академію цього клубу. Влітку 2016 року у віці 17-ти років Понтус дебютував у першій команді в кваліфікаційному матчі Ліги Європи. У наступному сезоні воротар зіграв свій перший матч і у турнірі Аллсвенскан.
На початку 2018 року Дальберг підписав п'ятирічний контракт з англійським клубом «Вотфорд». Але до кінця сезону був залишений у «Гетеборгу» на правах оренди. Повернувшись до «Вотфорда» Дальберг отримав травму голови, зіткнувшись із одноклубником під час тренування. Так і не зумівши пробитись в основу англійського клубу, Дальберг відбув в оренду у Нідерланди до клубу «Еммен». А у 2020 році воротар повернувся до Швеції, де також на правах оренди виступав за клуб «Геккен».

### Збірна
У 2016 році у складі юнацької збірної Швеції Понтус Дальберг брав участь у Молодіжному чемпіонаті Європи, що проходив у Азербайджані.
За рік вже у складі молодіжної збірної Дальберг грав на молодіжному Євро — 2017 у Польщі. Але весь турнір провів у запасі.
7 січня 2018 року у товариському матчі проти команди Естонії Дальберг провів свій перший матч за національну збірну Швеції.